# Richard Anthony Parker
Richard Anthony Parker (* 10. Dezember 1905 in Chicago; † 3. Juni 1993) war ein US-amerikanischer Ägyptologe und Professor der Ägyptologie.

## Biographie
Parker verließ nach Abschluss seiner Schullaufbahn die Mt. Carmel High School mit dem später bekannt gewordenen Autor James T. Farrell. In den 1930er Jahren besuchte er die Universität von Chicago, auf der er 1938 promovierte.
Nach seiner Ausbildungszeit verlegte Parker seinen Wohnsitz von Chicago nach Luxor, um dort als Epigraphiker zu arbeiten. Er studierte in dieser Zeit die Leichenhalle des Königs Ramses III. genauer. Der baldige Ausbruch des Zweiten Weltkrieges hinderte Parker jedoch daran, seine Arbeiten weiterzuführen, sodass er in seine Heimatstadt zurückkehrte und für die nächsten Jahre an der Universität von Chicago als Ägyptologe lehrte. 1946 konnte er dann nach Ägypten zurückkehren und sich schon bald über mehrere Beförderungen erfreuen, bis er Direktor des Projektes wurde.
1948 gründete Parker das Departement of Egyptology an der Brown University und wurde deren erster Vorsitzender.
Seine größten Vorlieben waren antike Wissenschaft und die Mathematik. 1951 reiste er nach Ägypten, um Fundstücke zu begutachten, die mit antiker Astronomie in Verbindung gebracht wurden. In den folgenden Jahren widmete er sich mehreren Papyri in Paris, Kopenhagen, Florenz, Wien und Oxford. Seine Hauptarbeitsschwerpunkte legte Parker dabei auf die altägyptische Sprache – auch das Demotische –, Astronomie, die ägyptische Chronologie und Kalender. Parker sorgte durch seine Arbeiten dafür, dass andere Wissenschaftler sich den Themen des altägyptischen Verwaltungs- sowie der altägyptischen Mondkalender weiterhin verschrieben.
1971 zeichnete die British Academy Parker als corresponding fellow aus, die höchste Auszeichnung, die Akademien in Großbritannien zu verleihen haben. Er war der erste US-Amerikaner, der auf diese Art und Weise gewürdigt wurde. Später war Parker ebenfalls ein Mitglied in der Abteilung der ägyptischen Kunst im Museum of Fine Arts.

## Publikationen
- Medinet Habu Demotic Ostracon 4038. 1938 (Dissertation).
- mit Waldo H. Dubberstein: Babylonian Chronology 626 B.C. – A.D. 45 (= Studies in Ancient Oriental Civilization. Nr. 24, ISSN 0081-7554). University of Chicago Press, Chicago (IL) 1942.
- The Calendars of Ancient Egypt (= Studies in Ancient Oriental Civilization. Nr. 26). University of Chicago Press, Chicago (IL) 1950.
- Sothic Dates and Calendar. Adjustment. In: Revue d'Egyptologie. Band 9, 1952, ISSN 0035-1849, S. 101–108.
- The Problem of the Month-Names: A Reply. In: Revue d'Egyptologie. Band 11, 1957, S. 85–107.
- The Lunar Dates of Thutmose III and Ramesses II. In: Journal of Near Eastern Studies. Band 16, Nr. 1, 1957, S. 39–43, JSTOR:542463.
- A Vienna Demotic Papyrus on Eclipse- and Lunar-Omina (= Brown Egyptological Studies. 2, ZDB-ID 1478631-X). Brown University Press, Providence RI 1959.
- mit Otto Neugebauer: Egyptian Astronomical Texts. Band 3 (von insgesamt 4 Bänden). Brown University Press u. a., Providence RI u. a. 1960–1969;
  - Band 1: The Early Decans (= Brown Egyptological Studies. Nr. 3). 1960;
  - Band 2: The Ramesside Star Clocks (= Brown Egyptological Studies. Nr. 5). 1964;
  - Band 3: Decans, Planets, Constellations and Zodiacs (= Brown Egyptological Studies. Band 6, Nr. 1–2). 2 Bände (Textband, Tafelband). 1969.
- A Saite Oracle Papyrus From Thebes in the Brooklyn Museum. Papyrus Brooklyn 47.218.3 (= Brown Egyptological Studies. Nr. 4). Brown University Press, Providence (RI) 1962.
- Two Demotic Astronomical Papyri in the Carlsberg Collection. In: Acta Orientalia. Band 26, Nr. 3/4, 1962, ISSN 0001-6438, S. 143–147.
- The Calendars and Chronology. In: John R. Harris (Hrsg.): The Legacy of Egypt. 2nd Edition. Clarendon Press, Oxford 1971, ISBN 0-19-821912-1, S. 13–26.
- Demotic Mathematical Papyri (= Brown Egyptological Studies. 7). Brown University Press, Providence (RI) 1972, ISBN 0-87057-132-X.
- Ancient Egyptian Astronomy. In: Frank R. Hodson (Hrsg.): The Place of Astronomy in the Ancient World. A Joint Symposium of the Royal Society and the British Society. Oxford University Press, London 1974, ISBN 0-19-725944-8, S. 51–65, (Erschien auch als: Philosophical Transactions of the Royal Academy of London. Series A: Mathematical and Physical Sciences. Band 276, Nr. 1257, 1974, S. 51–65, JSTOR:74274).
- mit Jean Leclant und Jean-Claude Goyon: The Edifice of Taharqa by the Sacred Lake of Karnak (= Brown Egyptological Studies. Nr. 8). Brown University Press u. a., Providence (RI) u. a. 1979, ISBN 0-85331-423-3.
- Leonard H. Lesko (Hrsg.): Egyptological Studies in Honor of Richard A. Parker. Presented on the Occasion of His 78th Birthday, december 10, 1983. University Press of New England, Hanover (NH) u. a. 1986, ISBN 0-87451-321-9.